# Hasinský potok
Hasinský potok je pravostranný přítok řeky Mrliny v okresech Mladá Boleslav a Nymburk ve Středočeském kraji a v okrese Jičín ve Královéhradeckém kraji. Délka toku činí 19,7 km. Plocha povodí měří 118,0 km².

## Průběh toku
Oficiální pramen potoka tvoří odtok z rybníčku severovýchodně od obce Veselice na vrchovině v Jičíněveské pahorkatině. Ale odtok je aktivní jen v případě jarního tání, nebo při velkých deštích, jinak je koryto suché a voda se v něm objevuje až dále před Veselicí. Od této obce protéká potok poměrně hlubokým údolím až po Domousnice, v jejichž okolí a v okolí sousedního Rabakova napájí pět menších rybníků. Poté napájí dva větší rybníky Kabát a Borečovský. Potok dále prochází regulovaným korytem kolem několika vesnic a sbírá přítoky (jedním z nich je Bahenský potok, na němž leží velký Pilský rybník). Poté napájí podlouhlý rybník Hasina a prochází stejnojmennou vesnicí. Po následném meandrujícím úseku se vlévá u Bučického rybníka do Mrliny severovýchodně od Rožďalovic.

### Větší přítoky
- levé – Rokytňanský potok, Záhubka, Libáňský potok
- pravé – Trnávka, Bahenský potok

## Vodní režim
Průměrný průtok u ústí činí 0,36 m³/s.

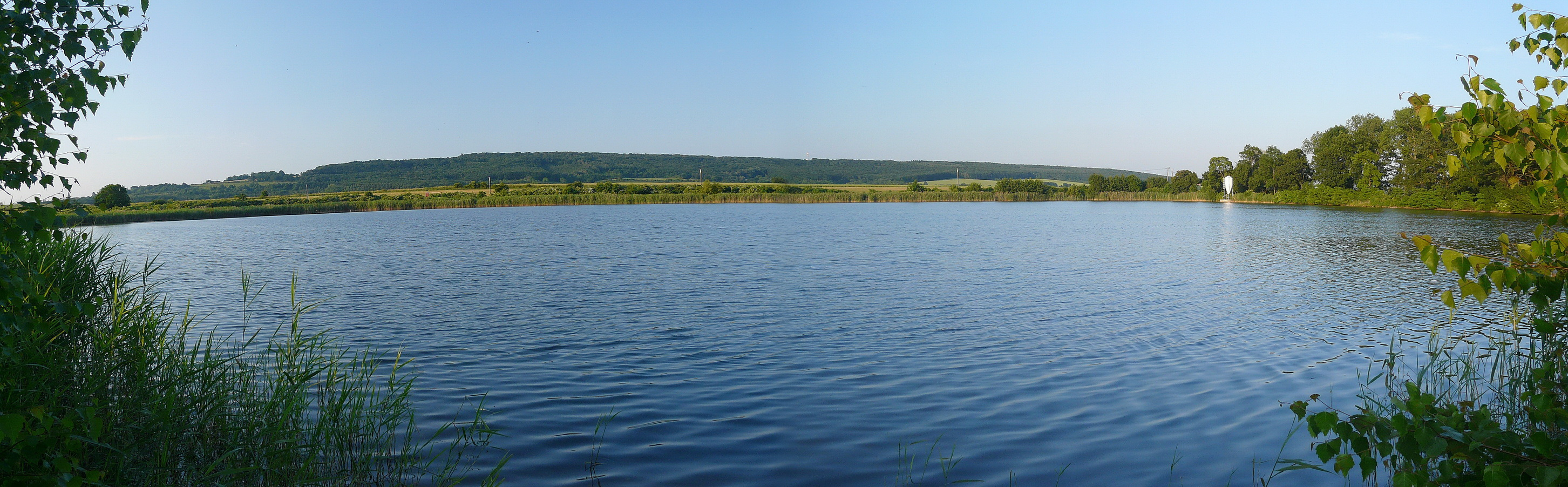
Rybník Kabát na Hasinském potoku